# مسابقات ورزش‌های آبی اروپا ۱۹۹۵
مسابقات ورزش‌های آبی اروپا ۱۹۹۵ از ۲۲ تا ۲۷ آگوست ۱۹۹۵ در شهر وین، اتریش برگزار شده است.

## جدول مدال‌ها
| رتبه  | کشور           | طلا | نقره | برنز | مجموع |
| ۱     | روسیه          | ۱۷  | ۲    | ۴    | ۲۳    |
| ۲     | آلمان          | ۱۳  | ۱۳   | ۱۱   | ۳۷    |
| ۳     | مجارستان       | ۳   | ۷    | ۱    | ۱۱    |
| ۴     | بلژیک          | ۳   | ۱    | ۲    | ۶     |
| ۵     | فنلاند         | ۳   | ۰    | ۱    | ۴     |
| ۶     | دانمارک        | ۲   | ۲    | ۲    | ۶     |
| ۷     | ایتالیا        | ۲   | ۱    | ۶    | ۹     |
| ۸     | جمهوری ایرلند  | ۲   | ۱    | ۰    | ۳     |
| ۹     | سوئد           | ۱   | ۵    | ۲    | ۸     |
| ۱۰    | هلند           | ۱   | ۳    | ۲    | ۶     |
| ۱۱    | فرانسه         | ۰   | ۴    | ۲    | ۶     |
| ۱۲    | اوکراین        | ۰   | ۳    | ۱    | ۴     |
| ۱۳    | بریتانیای کبیر | ۰   | ۲    | ۵    | ۷     |
| ۱۴    | لهستان         | ۰   | ۲    | ۳    | ۵     |
| ۱۵    | رومانی         | ۰   | ۱    | ۰    | ۱     |
| ۱۶    | نروژ           | ۰   | ۰    | ۲    | ۲     |
| ۱۷    | بلاروس         | ۰   | ۰    | ۱    | ۱     |
| ۱۷    | جمهوری چک      | ۰   | ۰    | ۱    | ۱     |
| ۱۷    | یونان          | ۰   | ۰    | ۱    | ۱     |
| ۱۷    | اسپانیا        | ۰   | ۰    | ۱    | ۱     |
| مجموع | مجموع          | ۴۷  | ۴۷   | ۴۸   | ۱۴۲   |